# 618
618 (DCXVIII) je bilo navadno leto, ki se je po julijanskem koledarju začelo na nedeljo.

## Dogodki
- dinastija Sui združi Kitajsko.
- Kozrav II. razširi Perzijo na Egipt, Jeruzalem in Damask.
- dinastija Tang zavlada Kitajski.

## Rojstva
- (ali 607) Haribert II., kralj Akvitanije († 632)

## Smrti
- Šeguj kagan, tretji kagan Zahodnega turškega kaganata (* ni znano)